# Второй отряд астронавтов США

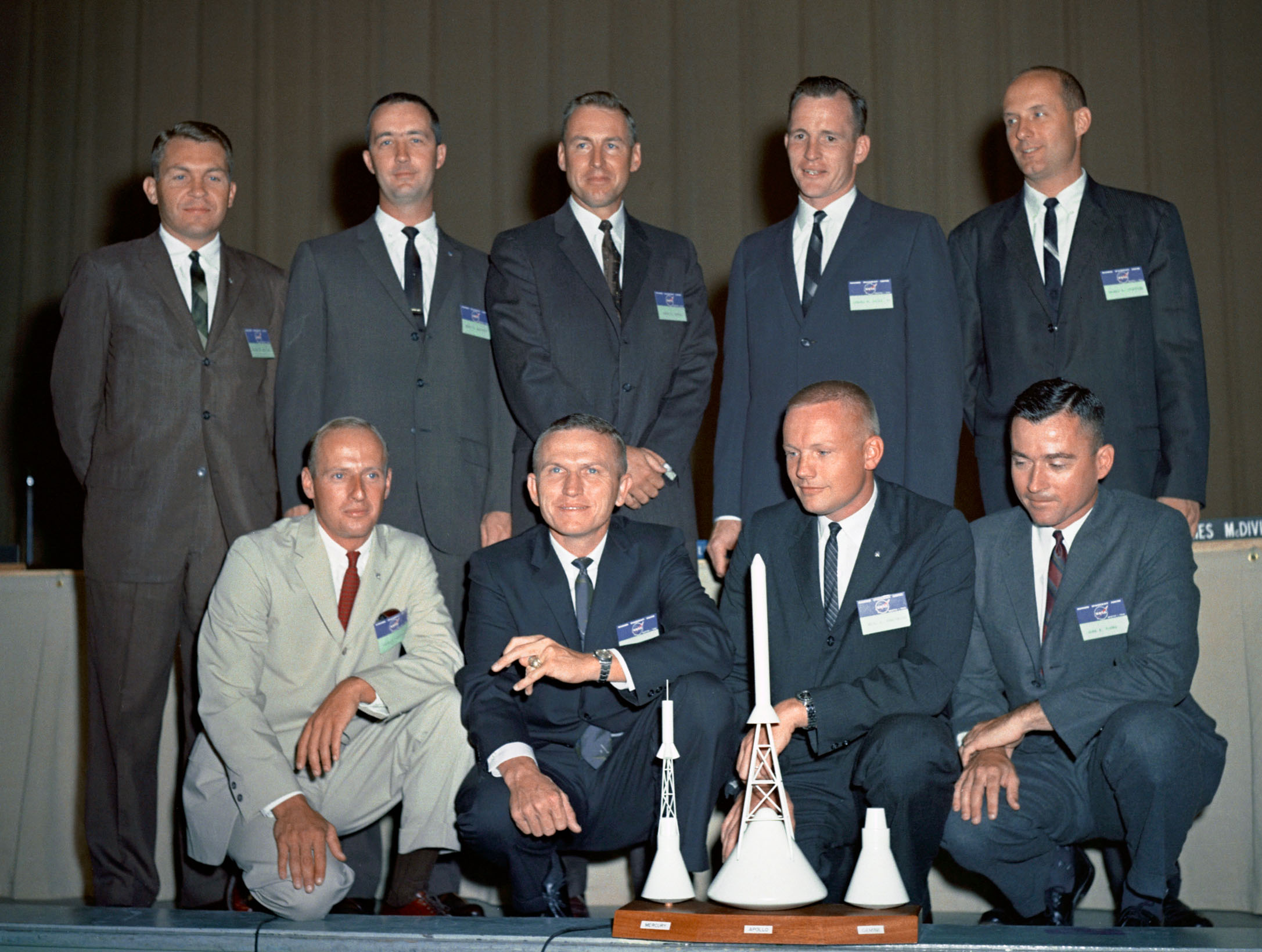
Второй отряд астронавтов США.

Второй отряд астронавтов США, также известен как «Новая девятка» (англ. The New Nine). Отбор в отряд был начат 17 сентября 1962 года, для программы «Джемини». На этот раз набор был открытым, к нему был допущены не только военные, но и гражданские лётчики. Предельный возраст был снижен до 35 лет, чуть-чуть увеличили допустимый рост и расширили перечень специальностей по образованию.

## Участники группы

### Нил Армстронг
Нил Армстронг (05.08.1930 — 25.08.2012) — два космических полёта.
- 16 марта 1966 года, «Джемини-8».

- 16 июля 1969 года, «Аполлон-11».

### Фрэнк Борман
Фрэнк Борман (род. 14.03.1928) — два космических полёта.
- 4 декабря 1965 года, «Джемини-7».
- 21 декабря 1968 года, «Аполлон-8».

### Чарльз Пит Конрад
Чарльз Пит Конрад (02.06.1930 — 08.07.1999) — четыре космических полёта.
- 21 августа 1965 года, «Джемини-5».
- 12 сентября 1966 года, «Джемини-11».
- 14 ноября 1969 года, «Аполлон-12».
- 25 мая 1973 года, «Скайлэб-2».

### Джеймс Артур Ловелл
Джеймс Артур Ловелл (род. 25.03.1928) — четыре космических полёта.
- 4 декабря 1965 года, «Джемини-7».
- 11 ноября 1966 года, «Джемини-12».

- 21 декабря 1968 года, «Аполлон-8».
- 11 апреля 1970 года, «Аполлон-13».

### Джеймс Олтон Макдивитт
Джеймс Олтон Макдивитт (род. 10.06.1929) — два космических полёта.
- 3 июня 1965 года, «Джемини-4».
- 3 марта 1969 года, «Аполлон-9».

### Томас Пэттен Стаффорд
Томас Пэттен Стаффорд (род. 17.09.1930) — четыре космических полёта.
- 15 декабря 1965 года, «Джемини-6А».
- 3 июня 1966 года, «Джемини-9А».
- 18 мая 1969 года, «Аполлон-10».
- 15 июля 1975 года, «Союз — Аполлон»

### Эдвард Хиггинс Уайт
Эдвард Хиггинс Уайт (14.11.1930 — 27.01.1967) — один космический полёт.
- 3 июня 1965 года, «Джемини-4».

### Джон Янг
Джон Янг (24.09.1930 - 05.01.2018) — шесть космических полётов.
- 23 марта 1965 года, «Джемини-3».
- 18 июля 1966 года, «Джемини-10».
- 18 мая 1969 года, «Аполлон-10».
- 16 апреля 1972 года, «Аполлон-16».
- 12 апреля 1981 года, STS-1.
- 28 ноября 1983 года, STS-9.

### Эллиот Си
Эллиот Си (23.07.1927 — 28.02.1966) — был зачислен в экипаж Джемини-9, но погиб вместе с Чарльзом Бассеттом в авиакатастрофе в период подготовки к космическому полёту.